# Lau-Balagnas
Lau-Balagnas è un comune francese di 512 abitanti situato nel dipartimento degli Alti Pirenei nella regione dell'Occitania.

## Società

### Evoluzione demografica
Abitanti censiti